# 约翰·吉勒明
約翰·吉勒明（英語：John Guillermin，1925年11月11日—2015年9月27日）是一位英國電影導演、作家及電影製作人；在他長久拍片生涯中，拍片經費大、喜歡拍動作片為其著稱。他出生在倫敦，知名作有：《人猿泰山》（1959年）、《藍徽特攻隊》（1966年）、《雷瑪根大橋》、《沖天大火災》、《金剛》（1976年版）、《尼羅河謀殺案》（1978年）；自從1980年代起，他就較少有各方讚賞的拍片計劃。2015年9月28日，约翰·吉勒明逝世，享年89岁。

## 生平
吉勒明出生在伦敦的一个法国家庭，后就读于剑桥大学。在22岁从英国皇家空军退伍后，吉勒明的导演生涯以制作纪录片的形式在法国开始。为了学习到更深层次的电影制作技巧，他于1950年迁往好莱坞。1957年导演的《审判镇》展现出了他的早期水平，吉勒明成功地将通常饰演温和型角色的约翰米尔斯塑造出令人惊讶的凶恶形象。

## 电影作品
- 《自作聪明》（The Smart Aleck）(1951年)
- 《操作外交官》（Operation Diplomat）(1953年)
- 《审判镇》（Town on Trial）(1957年)
- 《冒名顶替》（I Was Monty's Double）(1958年)
- 《泰山擒凶记》（Tarzan's Greatest Adventure）(1959年)
- 《那天他们抢劫了英格兰银行》（The Day They Robbed the Bank of England）(1960年)
- 《永不放过》（Never Let Go）(1960年)
- 《泰山去印度》（Tarzan Goes to India）(1962年)
- 《斗牛士的华尔兹》（Waltz of the Toreadors）(1962年)
- 《巴塔西的枪》（Guns at Batasi）(1964年)
- 《迷恋》（Rapture）(1965年)
- 《藍徽特攻隊》（The Blue Max）(1966年)
- 《纸屋》（House of Cards）(1968年)
- 《雷瑪根大橋》（The Bridge at Remagen）(1969年)
- 《神鹰》（El Condor）(1970年)
- 《空中霸王》（Skyjacked）(1972年)
- 《非洲怒豹》（Shaft in Africa）(1973年)
- 《冲天大火灾》（The Towering Inferno）(1974年)
- 《金剛》（King Kong）(1976年)
- 《尼罗河惨案》（Death on the Nile）(1978年)
- 《帕特曼先生》（Mr. Patman）(1980年)
- 《丛林女王》（Sheena）(1984年)
- 《金剛2》（King Kong Lives）(1986年)

## 相关资料
- American Cinematographer, 1977, vol. 58.
- Dickey, James. The One Voice of James Dickey: His Letters and Life 1970–1997.  University of Missouri, 2005.  pp. 435–436.
- ”Maureen Connell” in Contemporary Authors Online. (includes marriage date and names of children with Guillermin)
- Plain, Gill.  John Mills and British Cinema. Edinburgh: Edinburgh University Press, 2006.  p. 156.
- Quinlan, David. The Illustrated Guide to Film Directors.  New York: Barnes & Noble Books, 1983.  pp. 124–125.
- Wood, Susan. "A Feminist Tale of Two Continents" Washington Post, 5 June 1981, page D2 (includes information about Maureen Connell Guillermin)

## 外部連結
- 约翰·吉勒明在互联网电影资料库（IMDb）上的資料（英文）